# منتخب ترينيداد وتوباغو لكأس ديفيز
منتخب ترينيداد وتوباغو لكأس ديفيز (بالإنجليزية: Trinidad and Tobago Davis Cup team)‏ هو ممثل ترينيداد وتوباغو الرسمي في كرة المضرب في كأس ديفيز.